# 常磐銀行
常磐銀行（ときわぎんこう）は、明治期に茨城県水戸町（現・水戸市）に国立銀行として設立され、私立銀行に転換した常陽銀行の前身の一つである。

## 概要
1878年（明治11年）3月1日に設立免許を取得して同年10月14日に開業免状下付され、同月25日に第六十二国立銀行として開業した。
1898年（明治31年）6月23日に国立銀行営業満期前特別処分法により私立銀行として満期前継続許可を取得して同年10月1日に水戸六十二銀行として私立銀行に改組・改称した。
1907年（明治40年）7月3日に水戸六十二銀行から常磐銀行と改称し、以降五十銀行と合併して常陽銀行となるまでこの名称で営業を続けた。
1914年（大正3年）11月3日に水戸百四銀行を合併して業務の引き継ぎを完了したのを皮切りに他行との合併に乗り出し、1930年（昭和5年）6月10日の山八銀行までの間に銀行15行を吸収合併した。
吸収合併の対象は主として茨城県内の銀行であったが、1925年（大正14年）7月25日に栃木県の真岡銀行や、1929年（昭和4年）2月15日の平銀行と1930年（昭和5年）6月10日の山八銀行という2つの福島県内の銀行のように茨城県に隣接する地区にある他県の銀行も合併している。
1935年（昭和10年）7月30日に創立総会を開いて新設合併で設立した常陽銀行として、翌日7月31日から営業を開始し、その歴史に終止符を打った。

## 沿革
- 1878年（明治11年）
  - 3月1日：設立免許を取得[1]
  - 10月14日：開業免状が下付される[1]
  - 10月25日：開業[1]
- 1898年（明治31年）
  - 6月23日：国立銀行営業満期前特別処分法により私立銀行として満期前継続許可を取得[1]
  - 10月1日：水戸六十二銀行と改組・改称[1]
- 1907年（明治40年）7月3日：常磐銀行と改称[1]
- 1914年（大正3年）11月3日：水戸百四銀行を合併引継完了[1]
- 1916年（大正5年）12月1日：竜崎銀行を合併[1]
- 1921年（大正10年）12月30日：太田協同銀行を合併[1]
- 1922年（大正11年）
  - 1月13日：茨城から東京に移転[1]
  - 1月29日：東京から茨城に移転[1]
  - 11月16日：下館商業銀行を合併
- 1923年（大正12年） 8月11日：水海道銀行を合併[1]
- 1924年（大正13年） 
  - 4月7日：結城銀行を合併[1]
  - 12月21日：下館銀行を合併[1]
- 1925年（大正14年）
  - 2月27日：幸島銀行及び長倉銀行を合併[1]
  - 7月25日：磯原銀行、土浦農商銀行、真岡銀行の3行を合併[1]
- 1926年（大正15年）4月12日：鉾田銀行を合併[1]
- 1927年（昭和2年）4月15日：恵比寿銀行を合併[1]
- 1929年（昭和4年）2月15日：平銀行を合併[1]
- 1930年（昭和5年）6月10日：山八銀行を合併[1]
- 1935年（昭和10年）
  - 6月21日：五十銀行との合併認可[1]
  - 7月30日：常陽銀行創立総会を開催[1]
  - 7月31日：常陽銀行開業[1]